# Thorn Lighting Group
Thorn Lighting ist ein Hersteller von Innen- und Außenbeleuchtung mit integrierter Steuerung mit Sitz in Spennymoor im Verwaltungsbereich County Durham, Großbritannien. Die Beleuchtungslösungen sind in den unterschiedlichsten Anwendungsbereichen im Einsatz, wie z. B. im Sport, bei der Straßen-, Tunnel-, Stadtbildbeleuchtung, in Innenräumen, beispielsweise in Büros, Bildungseinrichtungen und in der Industrie.
Mit Niederlassungen in 22 Ländern, davon sieben Produktionsstätten, verkauft die Thorn Lighting Group ihre Produkte an Kunden in mehr als 100 Ländern.

## Geschichte
Thorn ist entstanden aus der von Jules Thorn (1899–1980) 1928 gegründeten Electric Lamp Service Company. Die Firma, die auch mit Radios und elektrischen Gräten handelte, öffnete 1931 ein Geschäft, wo man Radios mieten konnte. 1933 begann Thorn in London mit der Fertigung von Glühlampen. Das Unternehmen wuchs sehr schnell, wurde 1936 in Thorn Electrical Industries Ltd umbenannt, der Bereich der Leuchten in "Thorn Lighting"; er gehörte weltweit zu den größten Herstellern von Glühlampen, Leuchten sowie deren Komponenten.
1948 begann Thorn nach eigenen Angaben mit der Herstellung von Leuchtstoffröhren, seit 1954 bot es diese mit Halterung als Popular Pack an; bis 1995 wurden 60 Millionen Stück dieser Leuchte hergestellt. Inzwischen wird sie in verschiedenen Ausführungen mit LED-Technik angeboten.

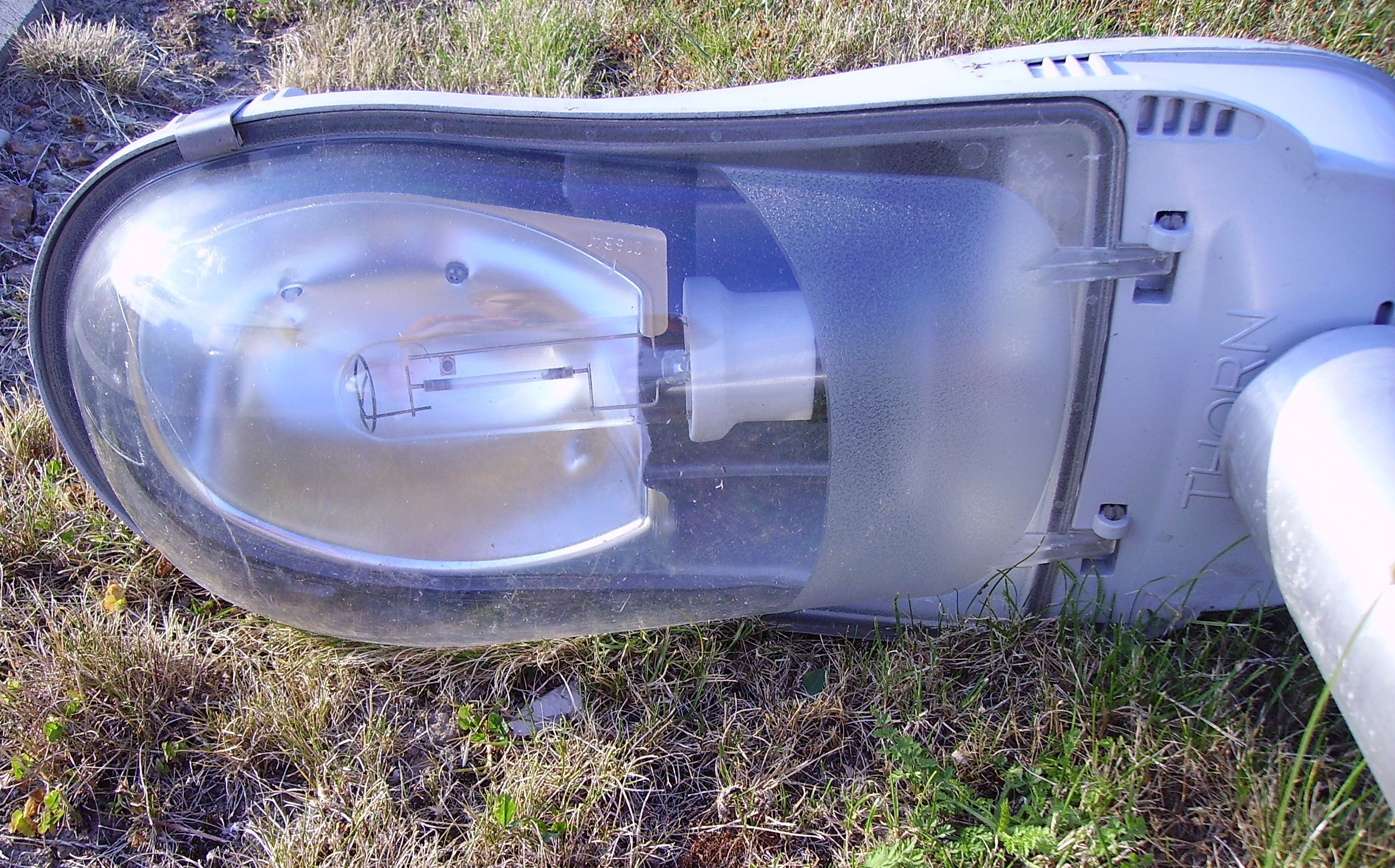
Kopf einer Thorn-Straßenlaterne

1952 hatte Thorn in England vier Fabriken, besaß zwei Tochterunternehmen für Komponenten und weitere in Südafrika, Australien und Neuseeland. 1959 gehörte Thorn Electrical zu den zehn größten Firmen in Großbritannien. Ab 1965 stellte Thorn auch Blitzwürfel, die mit Sylvania und Kodak entwickelt worden waren, her. 1967 verkaufte Associated Electrical Industries, ein Zusammenschluss britischer Hersteller elektrischer Produkte, seine Anteile an den British Lighting Industries an Thorn. 1968 erwarb Thorn die Firma Radio Rentals, einen Anbieter von Radio- und TV-Geräten.
Nach der Fusion mit EMI 1980 war der Name von 1982 bis 1987 Thorn EMI lighting limited, Im August 1996 wurde der Großkonzern in die beiden unabhängig voneinander operierenden Gesellschaften Thorn samt Thorn rentals (1968 von Thorn erworben), und EMI Group aufgeteilt.
Nachdem 1997 die Gewinne zurückgingen, wurde das Unternehmen 1998 von dem britischen Kabelhersteller Wassall übernommen. Seit 1998 ist Thorn im Nahen Osten aktiv.
Seit 2000 ist die Firma Teil der Zumtobel Group. 2005 errichtete Thorn Lighting ein Werk im südchinesischen Guangzhou, das professionelle Innenbeleuchtung fertigt. Dessen Produktionskapazitäten wurden auf 20.000 Quadratmeter ausgeweitet. Im chinesischen Tjanjin gibt es ein Werk für Außenleuchten.
Im September 2006 hat Thorn einen Großauftrag in Höhe von 3 Millionen Euro für die Erweiterung des Pekinger Flughafens, an dessen Erweiterung auch der Architekt Norman Foster beteiligt war, erhalten. Dies ist der größte Auftrag, den Thorn bisher in China erhalten hat. Im Zuge dessen wird der Flughafen um ein drittes Terminal mit 420.000 m² erweitert und die Zahl der Passagiere, die hier abgefertigt werden können, um 25 Millionen pro Jahr erhöht. Thorn hat den Auftrag erhalten, das neue Gebäude für das „Terminal 3“ zu beleuchten.
Im November 2006 erfolgte der Verkauf der Airfield-Sparte (AFL), die am Umsatz der Zumtobel-Gruppe etwa zwei Prozent ausmachte, an das schwedische Unternehmen Safegate. Grund war auch, dass die Installationsleistungen in solchen Projekten durch Zumtobel schwer darstellbar war. Im Rahmen der Tätigkeit im Nahen Osten erhielt die Firma 2008 den Auftrag für die Beleuchtung (mit 2700 Leuchten) der Al Saleh-Moschee in Jemen.
2015 beschäftigte Thorn über 1.000 Mitarbeiter. Die Zahl sank bis 2020 auf 435.

## Ausrichtung seit 2000 (unter Zumtobel)
Die Marke Thorn wendet sich mit ihren Produkten an Elektroinstallateure, Architekten, Lichtplaner, Beleuchtungs-Planer und den Leuchtengroßhandel.
Thorn gehört neben der Marke Zumtobel zur Leuchten-Division der Zumtobel Group.
Die Marke Thorn hat mit ihrer weit gefassten geographischen Präsenz von England über Frankreich, Skandinavien, Osteuropa und Asien bis hin nach Australien und Neuseeland wesentlich zur Internationalisierung der Zumtobel Group beigetragen.

## Auszeichnungen
- 1990 gewann Thorn Lighting in Großbritannien den Business in Europe Award für Europas erfolgreichsten Marktteilnehmer in der Kategorie Best Industrial Company.[29]

Unter Zumtobel
- 2017 gewann die Leuchte CiviTEQ den German Design Award.[30]
- 2018 gewann der Thorn-Designer Yılmaz Dogan mit einer Innenraumleuchte den Design Award  A'Design Award and Competition.[31]

## Trivia
Zur Produktion der 60-millionsten PopPack-Leuchte im Oktober 1995 besuchte Queen Elisabeth das Thorn-Werk in Spennymoor.